# Дука
Вижте пояснителната страница за други личности с името Дука.
Дука (около 1400-1470 г.), познат също и като Дукас (Dúkas/D(o)ukas) e византийски историк от 15 век.
Дука е на дипломатическа служба при генуезките владетели на остров Лесбос. Автор на „История“, позната също и като „Византийска история“, запазена в по-късни преписи на гръцки, както и в по-късен превод на италиански.
Историята на Дука описва събитията до 1462 г., започвайки от 1391 г. Събитията след 1421 г. са описани от лични впечатления, като за написването на историята са ползвани гръцки, италиански и турски документи.
Дука е ведущ и проникновен историк, аристократ по убеждения. Стои на провизантийски позиции. Историята му е особено ценна за българската историография с оглед обхвата ѝ по предаването на събитията по завоюването на българското землище от османците.